# Osiedle Gwarków (Jastrzębie-Zdrój)
Osiedle Gwarków- osiedle mieszkaniowe w Jastrzębiu-Zdroju, jedna z 21 jednostek pomocniczych miasta, położona w centrum.

## Historia
Osiedle Gwarków wchodziło w skład osiedla III. Projekt budowy osiedla został zatwierdzony w 1962 roku. Osiedle miało być budowane w gminie Jastrzębie Górne. Pierwotne plany szybko zostały zastąpione nowymi duże nadzieje wiążąc z „wielką płytą”. Dzięki ukończeniu Fabryki Domów w Bziu już na przełomie 1969 i 1970 r. rozpoczęto realizację 8-klatkowych bloków o 11 kondygnacjach przy ul. Wielkopolskiej, a następnie niższe 5-kodygnacyjne – na ul. Małopolskiej i Beskidzkiej. Budowę osiedla zakończono w 1973 roku.
W 1980 roku osiedle III zostało podzielone na osiedle Gwarków i na osiedle Pionierów.

## Zarząd osiedla
- Ewelina Auguścik – przewodnicząca zarządu osiedla
- Alicja Widawska – Zastępca Przewodniczącego Zarządu Osiedla
- Manuela Antos – Członek Zarządu Osiedla
- Rafał Baryłka – Członek Zarządu Osiedla
- Agnieszka Motor – Członek Zarządu Osiedla
- Sylwia Rzążewska – Członek Zarządu Osiedla
- Anna Sołtys – Członek Zarządu Osiedla
- Aleksandra Szmel – Członek Zarządu Osiedla

Siedziba zarządu osiedla znajduje się przy ul. Wielkopolskiej 13.

## Usytuowanie
Osiedle graniczy:
- od północy – z Osiedlem Staszica
- od zachodu – z Osiedlem Tuwima
- od południa – z potokiem Gmyrdek i sołectwem Ruptawa
- od wschodu – z Osiedlem Pionierów

W skład osiedla wchodzą ulice: Wielkopolska, Małopolska, Beskidzka, Handlowa, Mazowiecka, Podhalańska (część), Cieszyńska (kilka mieszkań), oraz z Aleja Piłsudskiego (niektóre budynki).

## Infrastruktura[1]
- Jar Południowy
- budynek główny Miejskiej Biblioteki Publicznej
- kościół pw. św. Brata Alberta
- Siedziba SM NOWA
- Dom Handlowy „Merkury”
- Galeria „Zdrój”
- OBI
- Centrum Handlowe „Supersam”
- Centrum Handlowe „Domus”
- 7 Park Handlowy
- Zespół Szkół Handlowych
- Szkoła Podstawowa nr 9
- Publiczne Przedszkole nr 6
- Publiczne Przedszkole nr 8